# SBプレイヤーズ
SBプレイヤーズ株式会社は東京都中央区に本社を置く日本の会社。ソフトバンクの子会社である。行政・地方公共団体向けソリューション、運営、管理サービスを提供している。

## 概要
インターネットレジャーサービス事業を行う会社として設立された。子会社のオッズパーク株式会社は、日本レーシングサービスの在宅投票システム「D-net」事業を新設分割して設立され、同日ソフトバンク・プレイヤーズが買い取り子会社化したものである。グループ会社のヤフーやTVバンクと連携し、オッズパークを通じて地方競馬・競輪・オートレースに関する投票券のインターネット販売の拡大を推進している。また、子会社のさとふるは、ふるさと納税の運営に必要となる企画と関連業務を一括して代行するサービスの提供や、ふるさと納税サイト「さとふる」を企画・運営している。

## ばんえい競馬の支援
ばんえい競馬は4市共同で運営されてきたが、2006年に旭川市・北見市・岩見沢市が撤退を表明すると廃止の危機に陥った。残る帯広市単独では運営が難しいため、馬券販売で繋がりのあるソフトバンクへ支援を打診した結果、ソフトバンク・プレイヤーズが受託して運営することになった。これにより、ばんえい競馬を運営をしてきた北海道市営競馬組合は解散し、オッズパーク・ばんえい・マネジメント（OPBM）に業務が引き継がれた。ところが馬券売り上げが減少する中で、2012年には累積赤字1億8,000万円となり、委託料の固定化（赤字補填）を求めるOPBMと帯広市で交渉が決裂し支援は打ち切られた。
その後、OPBM従業員は新たな委託先である旭川電気軌道の関連会社コンピューター・ビジネスへ引き継がれ、帯広市が増収策や負担軽減策で収支改善を主導および委託料の固定化を実施した結果、2014年度現在2期連続の黒字となっている。詳しくは「ばんえい競馬存廃についての動き」を参照。

## 沿革
- 1989年10月2日 - 日本レーシングサービス設立。
- 1998年10月 - 日本レーシングサービスが電話投票（ARS方式、PAT方式）の運用開始。
- 2002年11月 - 日本レーシングサービスがインターネット投票の運用開始。
- 2005年
  - 9月6日 - ソフトバンクグループが岩手県競馬組合と業務提携[10]。
  - 10月3日 - ソフトバンク・プレイヤーズ株式会社設立。
  - 11月19日 - TVバンクでレースのライブ配信を開始[11]。
  - 12月27日 - 日本レーシングサービスのD-net事業を承継し、オッズ･パーク株式会社設立[12]。
- 2006年
  - 4月2日 - 地方競馬総合サービスサイト｢オッズパーク｣をオープン。
  - 8月31日 - ｢Yahoo!スポーツ 地方競馬｣を公開開始[13]。
  - 12月14日 - ソフトバンクプレイヤーズが帯広市との業務提携（ばんえい競馬支援表明）[14]。
- 2007年2月1日 - ばんえい競馬事業の受託会社として、オッズパーク・ばんえい・マネジメント（OPBM）設立[15]。
- 2010年
  - 1月8日 - オッズパークがばんえい競馬で重勝式馬券「OddsPark LOTO」のインターネット販売を開始[16]。
  - 7月30日 - オッズパークが競輪の重勝式勝者投票券のインターネット販売を開始[17]。
- 2011年
  - 4月1日 - オートレース重勝式勝車投票券のインターネット販売を開始[18]。
  - 8月31日 - 競輪総合サービスサイト「オッズパーク競輪」をオープン[19]。
- 2012年
  - 2月17日 - OPBMがばんえい競馬の受託運営を終了。
  - 3月 - OPBMをオッズパークに吸収合併。
  - 5月26日 - オッズパークが佐賀競馬の7重勝単勝式の重勝式勝馬投票券のインターネット販売を開始[20]。
- 2013年
  - 4月25日 - オートレース総合サービスサイト「オッズパークオートレース」をオープン[21]。
  - 7月1日 - ソフトバンクプレイヤーズが社名をSBプレイヤーズ株式会社へ変更[22]。
- 2014年
  - 7月1日 - SBプレイヤーズが株式会社さとふるを設立[23]。
  - 11月 - SBプレイヤーズが株式会社エデュアスの株式を取得して子会社化。
- 2015年5月18日 - オッズパークが子会社たびりずむを設立[24]。
- 2017年5月 - 東京都中央区京橋に本社を移転[25]。
- 2019年4月 - SBプレイヤーズが株式会社がたねまき、株式会社たねまき常総を設立。
- 2021年5月 - SBプレイヤーズがアイピーロジックグループの株式を取得し子会社化。